# Axel Möller
Didrik Magnus Axel Möller (16 février 1830 - 25 octobre 1896) est un astronome suédois.

## Biographie
Il s'inscrit comme étudiant à l'Université de Lund en 1846, obtient son doctorat. en 1853 et y est professeur d'astronomie de 1863 à 1895.
Il calcule les orbites des comètes et des astéroïdes. Il a notamment calculé l'orbite de la comète périodique 4P/Faye, ainsi que les perturbations de l'astéroïde 55 Pandora.
Il est élu membre de l'Académie royale des sciences de Suède en 1869 et remporte la médaille d'or de la Royal Astronomical Society en 1881